# École nationale d'ingénieurs de Metz
Pour les articles homonymes, voir ENIM.
L’école nationale d’ingénieurs de Metz (ENIM) est l'une des 204 écoles d'ingénieurs françaises accréditées au 1er septembre 2023 à délivrer un diplôme d'ingénieur.
Il s'agit de l'une des quatre écoles nationales d’ingénieurs (Groupe ENI), mais également une école interne du collegium institut national polytechnique de Lorraine (INPL).
Elle est située à Metz, dans le département de la Moselle, dans la région Grand Est.
C'est une école d'ingénieurs orientée mécanique et productique mais qui par la diversité de sa formation entre dans la catégorie des écoles dites « généralistes ».

## Historique
L’école nationale d’ingénieurs de Metz est créée en 1960. dans la même période que ses sœurs de Tarbes, Saint-Étienne, de Brest et de Belfort. Elle ouvre ses portes aux 29 étudiants composant sa première promotion en 1961, qui sortent alors diplômés en 1966.
En 2000, elle prend le statut d’établissement public à caractère administratif (EPA) et est rattachée à l'université de Metz en vertu d'un décret portant sur l'organisation des écoles nationales d’ingénieurs,.
Initialement située sur l'île du Saulcy, l’école s’installe en septembre 2010 dans un nouveau bâtiment construit par Architecture-Studio et Patrick Giopp au Technopôle de Metz sur la route d’Ars-Laquenexy.
En 2014, l’école devient associée à l’université de Lorraine, née de la fusion de l’université de Metz, de l'université Nancy-I, de l'université Nancy-II et de l'institut national polytechnique de Lorraine en 2012.
En 2015, l'ENIM crée l'école d'ingénieurs sino-française de Nanjing (chinois : 南京理工大学中法师工程学院), abrégée en ENI NJUST, en partenariat avec l'université de science et technologies de Nanjing. C'est l'un des 14 instituts sino-français accrédités de coopération universitaire par le ministère de l’éducation chinois. Environ 300 élèves-ingénieurs chinois effectuent leurs études dans cette école qui suit en 6 ans le modèle de formation de l'ENIM. Ces deux écoles disposent de partenariats qui leur permettent d'échanger leurs étudiants pour des cursus dans le cadre de la mobilité internationale,.
Au 1er janvier 2016, l’école est intégrée à l’université de Lorraine, au sein du collégium Lorraine INP.
L'ENIM est également une école associée aux Arts et Métiers ParisTech et appartient au réseau « Arts et Métiers Partenaires »
Lorraine INP est le premier pôle de formation d'ingénieurs en France.
De plus, 1 ingénieur sur 6 est diplômé du Groupe INP en France.

### Identité visuelle

Logo jusqu'en 2012.
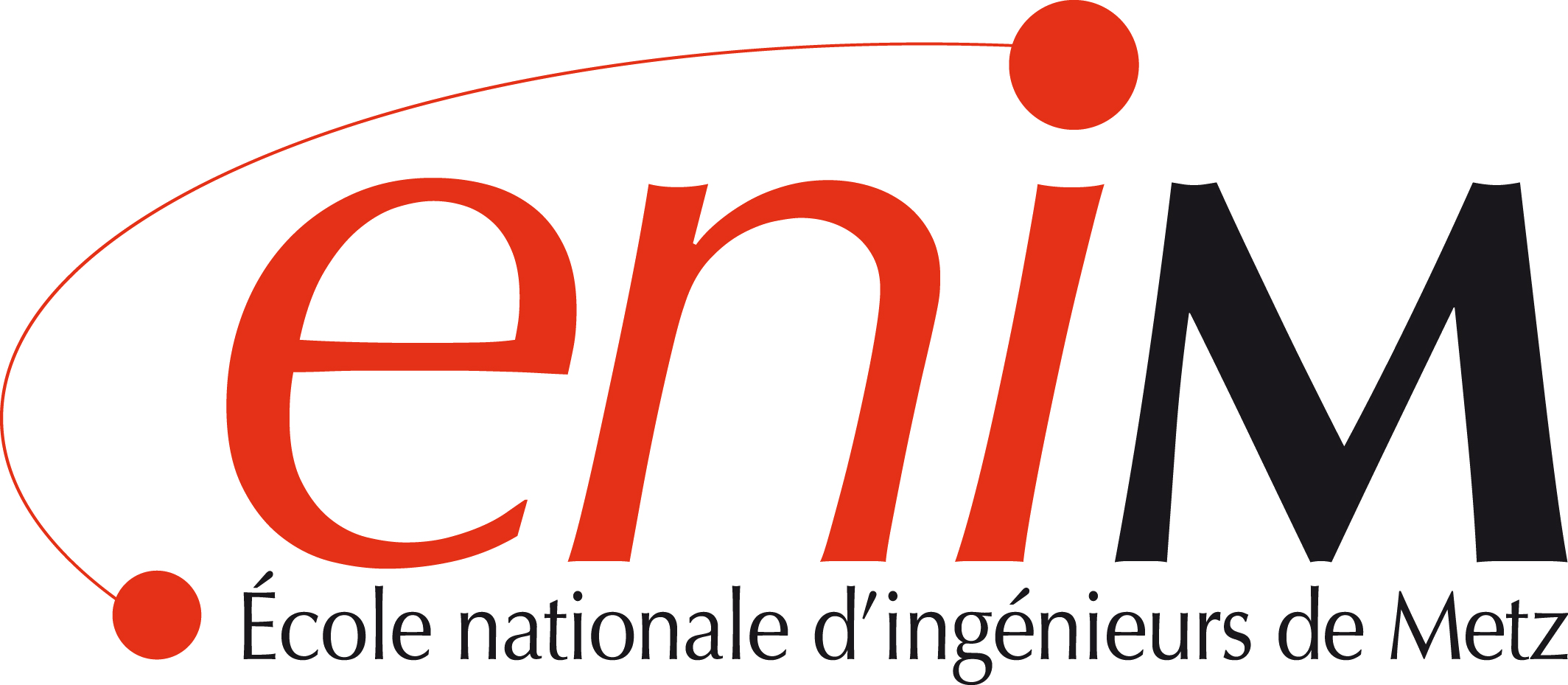
Logo de 2012 à 2018.
Logo depuis 2018.

## Formations
L’ENIM propose une formation d’ingénieurs habilitée par le ministère de l’enseignement supérieur et de la recherche après l’avis de la commission des titres d'ingénieur (CTI). Elle peut être réalisée par voie initiale, par voie d'apprentissage ou par voie continue. Le diplôme peut être délivré en partenariat avec l’institut des techniques d'ingénieur de l'industrie (ITII) ou par validation des acquis de l'expérience (VAE).
Les principales matières sont le génie mécanique et la productique.

### Admission
La durée des études est de cinq ans post-bac ou de trois ans à bac+2. L’admission peut se faire après l’obtention du bac via le concours Geipi Polytech pour les bacheliers S et STI2D, et à bac + 2 ou bac + 4 sur dossier.

### Parcours de spécialisation
Dès la 4e année, les élèves ont le choix entre 4 parcours pour commencer à se spécialiser :
- Modéliser et expérimenter
- Concevoir et innover
- Produire et améliorer
- Organiser et manager

### Options de 5ème Année[21]
Les élèves ont le choix entre 15 options "1ers métiers" en 5e année :
- Recherche Développement et Innovation parcours Innovation et Performance pour l'Industrie 4.0 (IPI4.0)
- Conception mécanique assistée par ordinateur (CMAO)
- Performance automobile avec la Metz Racing Team (MRT), équipe française de Formula Student de l'école
- Supply chain management (SCM)
- Biocad – Master biomechanics (Programme dispensé en anglais - Double diplôme Ingénieur ENIM et Master de Recherche en Biomécanique)
- Energétique industrielle (NRJ)
- Maintenance industrielle et gestion des installations (MAI)
- Management Comportemental de la Sécurité (MCS)
- Management des Lignes de Production (MLP)
- Qualité et Amélioration Continue (QUA)
- Recherche Développement et Innovation parcours Matériaux et Procédés pour l'Industrie (MAPI)
- Commerce et marketing : ISTEC Paris
- Innover et entreprendre
- Parcours à l'international
- Véhicule électrique, hybride et autonome

### Autre diplôme
L'école propose également d'autres diplômes :
- des masters à finalité recherche et professionnelle en sciences de l'ingénieur, qualité et logistique et management de l'innovation.
- un mastère spécialisé en management de projets industriels et logistiques, accrédité par la conférence des grandes écoles (CGE).
- des certifications : COFREND (confédération française pour les essais non destructifs) et CAMARI (certificat d'aptitude à manipuler les appareils de radiologie industrielle).
- une formation continue en rectification.

## International
En plus de l'ENI NUJST crée par l'ENIM, de nombreux partenariats internationaux sont actés avec des établissements de renom pour accueillir les étudiants :
- 40 conventions ERASMUS EU (Allemagne, Danemark, Espagne, Grande-Bretagne, Irlande, Italie, Lituanie, Norvège, Pays-Bas, Pologne, Roumanie, Suède, Tunisie, Turquie)
- 61 accords hors ERASMUS (Argentine, Brésil, Canada, Chili, Chine, Colombie, Gabon, Ghana, Maroc, Mexique et Togo) et doubles diplômes (Allemagne, Argentine, Brésil, Chine, Colombie, Grande-Bretagne, Irlande, Luxembourg)

L'ex-président colombien Álvaro Uribe est fait ingénieur Honoris Causa de l’ENIM en 2007. En 2010, il accepte la fonction de professeur au sein de l'université. Selon l’Agence France-Presse (AFP), « les liens entre l’ancien président et l’ENIM sont anciens », celu-ci ayant confié à l’ENIM la « modernisation des centres de formation colombiens afin de satisfaire les besoins en compétences des bassins industriels du pays ». Quarante parlementaires français et européens condamnent cette nomination, estimant qu'Álvaro Uribe « a mis en place une politique controversée dite de sécurité démocratique » ayant abouti, sous prétexte de lutte contre les guérillas, à l’élimination d'handicapés mentaux, d'indigents et de toxicomanes.

## Classement
Dans le classement de L'Usine nouvelle des écoles d'ingénieurs de 2015, Lorraine INP dont l'ENIM fait partie, est 3e au classement général et 1er sur l'aspect de la recherche .
Lorraine INP obtient la 1re place du classement des écoles d'ingénieurs du magazine Industries et Technologies en 2016 .

## Laboratoires de recherche
- Laboratoire de mécanique Biomécanique Polymères Structures,
- Laboratoire de génie industriel, de production et de maintenance,
- Laboratoire d'Étude des Microstructures et Mécanique des Matériaux, en association avec Arts et Métiers ParisTech et l'université de Lorraine,
- Laboratoire de Conception Fabrication Commande, en association avec Arts et Métiers ParisTech et l'université de Lorraine.

## Vie étudiante
La semaine de cours commence le lundi matin et se termine le samedi midi. Le jeudi après-midi est réservé pour la participation aux différentes associations (sportives, culturelles, techniques...).
La remise des diplômes a lieu tous les ans au mois de octobre.

## Diplômé célèbre
- Denis Chevrier, ingénieur français, responsable du département moteur de Renault F1 jusqu’au début de la saison 2009 du championnat du monde de Formule 1.